# Ben O’Toole

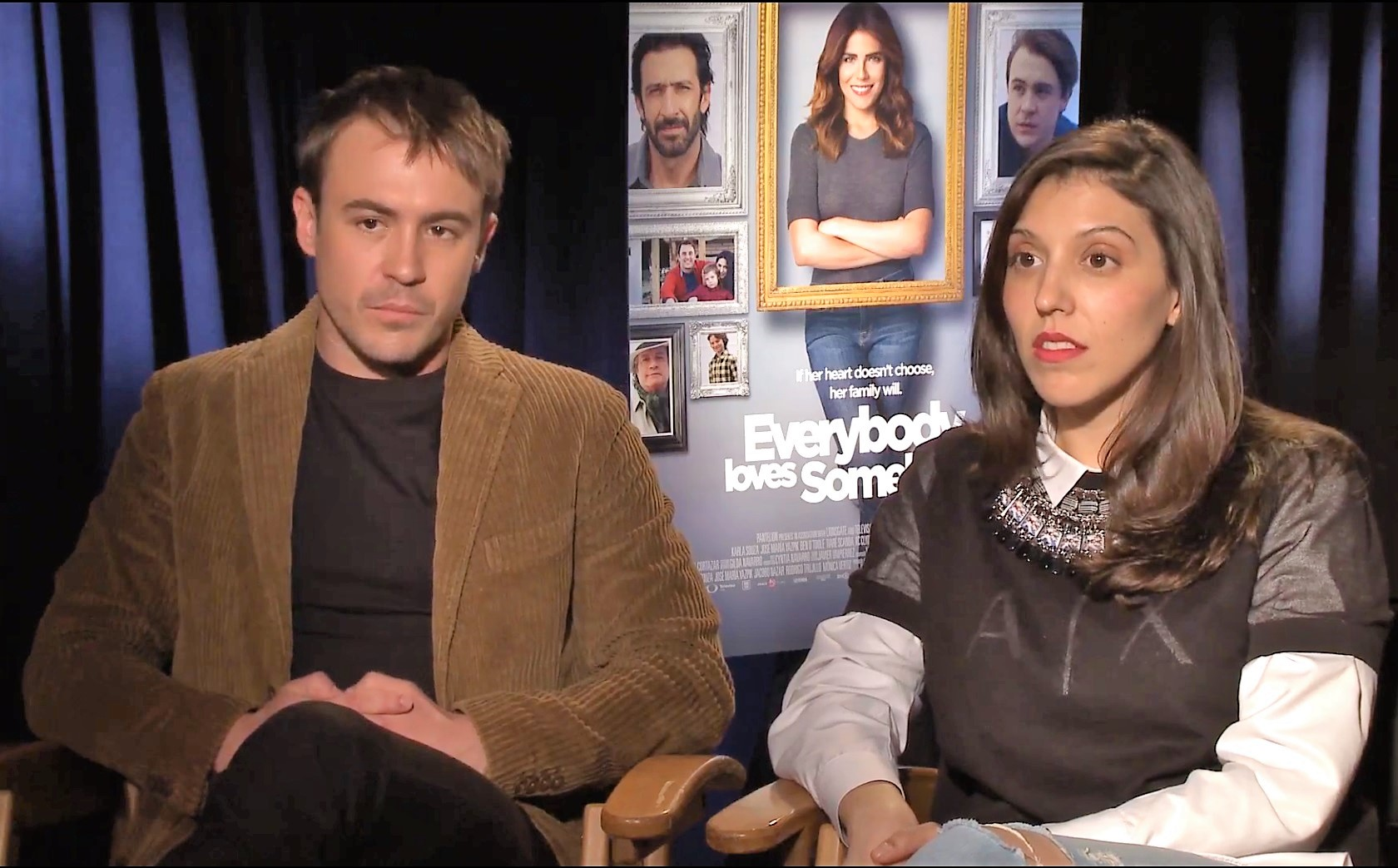
Ben O’Toole mit Catalina Aguilar (2017)

Ben O’Toole (* nach eigenen Angaben am 10. Juli 1989 in Cairns, Australien.) ist ein australischer Schauspieler. Er ist bekannt durch seine Hauptrollen in den Filmen Everybody loves Somebody, Nekrotronic und als Rex Coen in Bloody Hell.

## Schauspielkarriere
O’Toole wuchs in Brisbane auf. Er besuchte die Western Australian Academy of Performing Arts (WAAPA) bei Perth und absolvierte dort eine Schauspielausbildung. Nach dessen Abschluss im Jahr 2011 begann er seine Laufbahn mit Theaterauftritten und in der Webserie Sintillate Studios, die aber nach Ablauf der ersten Staffel wieder eingestellt wurde. Nachdem er nach Sydney umzog, folgten Aufführungen auf größeren Theaterbühnen.
2014 war O’Toole erstmals in einem international veröffentlichten Film zu sehen, in der Rolle des Henry Connor in Das Versprechen eines Lebens. Anschließend spielte er Pete in der Fernsehserie Love Child (2014–2015) und Korporal Tom im mehrfach prämierten Hacksaw Ridge – Die Entscheidung unter der Regie von Mel Gibson. O’Toole zog 2016 nach Los Angeles. Durch sein Mitwirken in kommerziell erfolgreichen Hollywoodproduktionen wurde er auch international bekannter.
Seine erste Hauptrolle übernahm er in der Liebeskomödie Everybody loves Somebody (2017). Sie wurde seitens der Kritik positiv aufgenommen, und lief zumindest in ihrem Produktionsland Mexico recht erfolgreich an. Die Science-Fictionkomödie Nekrotronic (2018) stieß hingegen sowohl bei Kritikern als auch beim Publikum überwiegend auf Ablehnung. Seit Ausbruch der Covid-19-Pandemie ist O’Toole wieder zunehmend in australischen Produktionen zu sehen. Neben Darbietungen in einigen Fernsehserien übernahm er die Hauptrolle im Film Bloody Hell (2020), wo er eine Doppelbesetzung sowohl als Protagonist als auch als dessen Alter Ego spielte.

## Filmografie (Auswahl)
Filme
- 2014: Das Versprechen eines Lebens (The Water Diviner)
- 2016: Hacksaw Ridge – Die Entscheidung (Hacksaw Ridge)
- 2017: Everybody Loves Somebody (Todos queremos a alguien)
- 2017: Pirates of the Caribbean: Salazars Rache (Pirates of the Caribbean: Dead Men Tell No Tales)
- 2017: Detroit
- 2018: Operation: 12 Strong (12 Strong)
- 2018: Nekrotronik
- 2020: Bloody Hell
- 2021: The Suspect

Fernsehserien
- 2011: Sintillate Studios, Webserie, 6 Folgen
- 2014–2016: Love Child, 17 Folgen, Staffel 1–3
- seit 2020: Halifax: Retribution, 6 Folgen
- 2021: Amazing Grace, 8 Folgen
- seit 2022: Pieces of Her, 2 Folgen
- seit 2022: Barons, 8 Folgen